# ツボミオオバコ
ツボミオオバコ（蕾大葉子、学名: Plantago virginica）は、オオバコ科オオバコ属の一年生植物。空き地などに生える雑草。和名は、花が蕾のままのように見えることによる。タチオオバコともいう。北アメリカ原産で、日本には本州から九州までの範囲に分布する。

## 形態・生態
1年生または2年生の草本。全体が白い毛に覆われている。葉は根生葉のみで、倒披針形から楕円形で、葉の両面に毛が多く生えている。葉縁には低い波状の歯がある。
花期は春から夏。花茎を10 - 30センチメートル (cm) のばして、淡黄褐色の穂状花序をつける。花序は円柱形で、幅5 - 6ミリメートル (mm) 、長さ3 - 15 cmほどある。花は小さな苞葉に抱かれ、萼は長さ2 - 2.3 mm。花冠の根元が筒状で先が4裂し、花被片は完全に開かず、蕾のように見える。雄蕊は花冠の外側に現れることはない。果実は横に裂開して2個の種子が現れる。種子は黒色の楕円形で、長さは1.8 mmほどである。
日本在来種のエゾオオバコ（Plantago camtschatica）と葉が似ているが、エゾオオバコのほうは花冠の裂片が広く開き、1果中に種子が4個入るところが異なる。

## 分布・生育地
北アメリカ原産で、日本では帰化植物。日本では、久内清孝が1913年（大正2年）に愛知県で、1934年（昭和9年）に大阪府で採取したことを報告した。その後、日本全国に広がっているが、あまり多くはない。